# Умная Маша
Умная Маша — персонаж советских комиксов, печатавшихся в журнале «Чиж» в 1930-е годы. Девочка Маша попадает в различные сложные ситуации и неизменно находит из них остроумные выходы. Основным иллюстратором комиксов был Бронислав Малаховский, тексты к картинкам писали Нина Гернет, Даниил Хармс и другие.
Наряду с «Рассказами в картинках» Радлова, рассказы о Маше относят к первым и наиболее известным образцам комикса в СССР.

## История
В 1930-е годы в ленинградском детском журнале «Ёж» был популярный персонаж Макар Свирепый, который путешествовал по всему земному шару с конём Гвоздиком и собакой Пулемётом. В «Чиже» такого героя не было, поэтому было решено придумать его. Согласно редакционной легенде, идея нарисовать историю в картинках про умную девочку родилась у Даниила Хармса и художника Бронислава Малаховского, а первым совместным комиксом стала история об ослике. Прототипом для образа Маши, умной девочки с косичками, стала маленькая дочь Малаховского Катя: впоследствии, когда персонаж стал очень популярен и дети просили напечатать в журнале фотографию Маши, было напечатано фото Кати Малаховской. Иногда отмечается, что персонажа придумал именно Хармс, причём возможно влияние сказки братьев Гримм «Умная Эльза».
Комикс «Как Маша заставила осла везти её в город» появился в №2 «Чижа» за 1934 год. В дальнейшем иллюстратором рассказов о Маше в основном выступал Малаховский, однако в его отсутствие некоторые комиксы нарисовали Николай Муратов, Николай Радлов и другие художники. Тексты к некоторым комиксам были поэтическими или прозаическими, их авторами был Даниил Хармс, Нина Гернет и др. В ряде комиксов наряду с Машей действовал её младший брат, «глупый Витя».
Умная Маша вскоре стала очень популярна, в журнал на её имя приходило множество писем. В №10 за 1935 год редакция даже разместила объявление с телефоном, по которому с Машей можно было поговорить и задать ей вопросы, но только с 11 до 12 часов. На звонки отвечала сотрудница Татьяна Гуревич, у которой был голос, похожий на детский. В журнале также публиковались ответы Маши на письма читателей.
В 1937 году многие авторы «Чижа», в том числе Малаховский, были арестованы. Малаховский в том же году был расстрелян. Хармса после публикации стихотворения «Из дома вышел человек с дубинкой и мешком» на некоторое время перестали печатать. Журнал сильно изменился, и выпуски комиксов про Машу прекратились. Однако они выходили впоследствии отдельным изданием, в том числе в переводе на английский язык. В 2009 году «Детгиз» выпустил книгу об Умной Маше с рассказом о том периоде истории журнала.

## Комиксы об Умной Маше
- Как Маша заставила осла везти её в город
- Как Маша спасла огород
- Как Умная Маша ловила рыбу
- Как Умная Маша научилась кататься на коньках
- Как Умная Маша охотилась на лисицу
- Как Умная Маша поехала домой
- Как Умная Маша поймала медведя
- Как Умная Маша полоскала бельё
- Как Умная Маша спасла телёнка
- Как Умная Маша убирала сад
- Прах, Пух, Плут, Пли и Умная Маша
- Умная Маша и бочка
- Умная Маша и Ваня Мохов в деревне
- Умная Маша и воробьи
- Умная Маша и её бабушка
- Умная Маша и её брат глупый Витя
- Умная Маша и Жучка на ходулях
- Умная Маша и лисица
- Умная Маша и мухи
- Умная Маша и тяжёлые сани
- Умная Маша и тяжёлый гусь
- Умная Маша и четыре плаксы
- Умная Маша стала учиться рисовать
- Умная Маша учится стрелять
- Умная Маша, Ваня Мохов и медведь

## Художественные особенности
- А. Д. Боровский[3]:

„Приключения Умной Маши“, как и другие рисунки в детской журнальной периодике середины 30-х годов, в своём графическом решении продолжают линию, намеченную ещё в сатирических журнальных рисунках начала десятилетия, особенно в карикатурах „Крокодила“: светлые, не загруженные штрихом, они хорошо держат плоскость страницы и сохраняют ощущение импровизационности, мгновенного наброска. Вместе с тем они более изысканно-графичны: в них повышается значение линии как контура, очертания объёмов; линия приобретает своеобразную декоративность, органично сочетаясь с пятнами акварели на плоскости журнального листа.

## Издания
- Гернет Н. Умная Маша. Рис. Б. Малаховского. Л.: «Дет. лит.», 1965. — 17 с.
- Гернет Н. Умная Маша. Рис. Б. Малаховского. Л.: «Дет. лит.», 1969. — 17 с.
- Гернет Н. Умная Маша. Рис. Б. Малаховского. М.: «Прогресс», 1974. — 16 с.
- Gernet N. Clever Masha. Drawings by B. Malakhovsky, translated by Fainna Glagoleva. Moscow: Progress Publishers, 1965[4].
- Gernet N. Clever Masha. Drawings by B. Malakhovsky, translated by Fainna Glagoleva. Moscow: Progress Publishers, 1974[5][6]. ISBN 0-8285-1123-3
- Умная  Маша. Состав, подготовка текста, сопроводительные статьи Д. Б. Колпаковой. СПб.: Детгиз, 2009. ISBN 978-5-8452-0416-5.

## Нарицательное использование
Выражение «умная Маша», особенно в контексте «делать что-либо как умная Маша», получило популярность в русской разговорной речи. Словари отмечают, что сочетание «умная Маша» обычно используется в значении «рядовая работница» или «наивная, простоватая женщина». Выражение же «как умная Маша» используется при ироничной самооценке человека, обманувшегося в своих надеждах и попавшем в неприятную ситуацию (ср. Я тут стою как умная Маша, а они уже у меня дома квасят вовсю). По мнению лексикографов, данное выражение обязано своим появлением именно известному персонажу «Чижа».